# Juan Cruz Guillemaín
Juan Cruz Guillemaín (21 de agosto de 1992, San Juan, Argentina) es un jugador argentino de rugby que juega en la posición de segunda línea y es integrante de los Jaguares en el Super Rugby. Integró los seleccionados juveniles M-19 (2011) y M-20 (2011-2012). En 2013 y 2014 jugó para el club Stade Français de París. En 2014 fue convocado a integrar el seleccionado argentino B (llamado en ese momento «Jaguares» y luego renombrado como Argentina XV), con el que salió ese año campeón de las Américas.